# Tsjechische kamerverkiezingen 2021
De verkiezingen van de Kamer van Afgevaardigden (Poslanecká sněmovna Parlamentu České republiky) van het Parlement van de Tsjechische Republiek vonden in 2021 plaats op 8 en 9 oktober.

## Uitslag
De Tsjechische Sociaaldemocratische Partij (Česká strana sociálně demokratická) en Communistische Partij van Bohemen en Moravië (Komunistická strana Čech a Moravy) behaalden beiden voor het eerst sinds de Fluwelen Revolutie niet voldoende stemmen om plaats te nemen in de Kamer van Afgevaardigden.
| Partijen                           | Partijen                                                           | Alliantie                 | Stemmen   | Percentage | Zetels | Verschil |
| ---------------------------------- | ------------------------------------------------------------------ | ------------------------- | --------- | ---------- | ------ | -------- |
|                                    | ANO 2011 (ANO)                                                     |                           | 1.458.140 | 26,94%     | 72     | 6        |
|                                    | Democratische Burgerpartij (ODS)                                   | SPOLU                     | 1.493.905 | 27,60%     | 34     | 9        |
|                                    | Christendemocratische Unie-Tsjecho-Slowaakse Volkspartij (KDU-ČSL) | SPOLU                     | 1.493.905 | 27,60%     | 23     | 13       |
|                                    | TOP 09                                                             | SPOLU                     | 1.493.905 | 27,60%     | 14     | 7        |
|                                    | Starostové a nezávislí (STAN)                                      | Piráti a Starostové (PaS) | 839.776   | 15,52%     | 33     | 27       |
|                                    | Tsjechische Piratenpartij (Piráti)                                 | Piráti a Starostové (PaS) | 839.776   | 15,52%     | 4      | 18       |
|                                    | Svoboda a přímá demokracie (SPD)                                   |                           | 513.910   | 9,50%      | 20     | 2        |
|                                    | Přísaha – občanské hnutí Roberta Šlachty                           |                           | 251.562   | 4,65%      | 0      | NIEUW    |
|                                    | Tsjechische Sociaaldemocratische Partij (ČSSD)                     |                           | 250.397   | 4,63%      | 0      | 15       |
|                                    | Communistische Partij van Bohemen en Moravië (KSČM)                |                           | 193.817   | 3,58%      | 0      | 15       |
|                                    | Trikolora Svobodní Soukromníci (TSS)                               |                           | 148.463   | 2,74%      | 0      | NIEUW    |
|                                    | Volný blok                                                         |                           | 71.587    | 1,32%      | 0      | NIEUW    |
|                                    | Strana zelených (SZ)                                               |                           | 53.343    | 0,99%      | 0      | 0        |
|                                    | Otevřeme Česko                                                     |                           | 21.804    | 0,40%      | 0      | NIEUW    |
|                                    | Švýcarská demokracie                                               |                           | 16.823    | 0,31%      | 0      | NIEUW    |
|                                    | Moravané                                                           |                           | 14.285    | 0,26%      | 0      | 0        |
|                                    | Aliance pro budoucnost                                             |                           | 11.531    | 0,21%      | 0      | 0        |
|                                    | Koruna Česká                                                       |                           | 8.635     | 0,16%      | 0      | 0        |
|                                    | Hnutí Prameny                                                      |                           | 8 599     | 0,16%      | 0      | NIEUW    |
|                                    | Nevolte Urza.cz.                                                   |                           | 6.775     | 0,13%      | 0      | NIEUW    |
|                                    | Aliance národních sil                                              |                           | 5.167     | 0,10%      | 0      | 0        |
|                                    | SENIOŘI 21                                                         |                           | 3.698     | 0,07%      | 0      | NIEUW    |
|                                    | Moravské zemské hnutí                                              |                           | 1.648     | 0,03%      | 0      | NIEUW    |
|                                    | Levice                                                             |                           | 639       | 0,01%      | 0      | NIEUW    |
|                                    | Pravý Blok                                                         |                           | 586       | 0,01%      | 0      | 0        |
| Ongeldige stemmen / blanco stemmen | Ongeldige stemmen / blanco stemmen                                 |                           | 36.794    | 0,68%      | —      | —        |
| Totaal                             | Totaal                                                             |                           | 5.411.884 | 100%       | 200    |          |
| Geregistreerde kiezers / opkomst   | Geregistreerde kiezers / opkomst                                   |                           | 8.275.752 | 65,39%     |        |          |

### Overzichtskaarten
Een geografische weergave van resultaten per kiesdistrict van de partijen die verkozen werden in de Kamer van Afgevaardigden.  

Grootste partij per regio Lichtblauw - ANO Donkerblauw - SPOLU
Grootste partij per okres Lichtblauw - ANO Donkerblauw - SPOLU
Mandaten per regio per alliantie
Mandaten per regio per partij
SPOLU
ANO 2011
Piráti a Starostové
SPD

## Coalitievorming
Na de verkiezingen is onder Petr Fiala een nieuwe coalitieregering gevormd met de partijen uit zijn eigen alliantie SPOLU (ODS, KDU-ČSL en TOP 09) en de alliantie Piráti a Starostové (Tsjechische piratenpartij en STAN).